# Hanna Öberg (youtuber)
Malin Hanna Rebecca (Hanna) Öberg (Kramfors, 9 maart 1989) is een Zweeds youtuber die bekend is van een van Zwedens grootste fitness-kanalen met meer dan 2 miljoen volgers op Instagram (11 april 2022) en haar Engelstalige YouTube-kanaal waar ze bewegingsvideo's, dieetvideo's en alledaagse vlogs uploadt. Het kanaal, gelanceerd in 2016, heeft meer dan 912.000 abonnees en meer dan 84 miljoen views (11 april 2022). Ze heeft ook een Zweedstalig kanaal met meer dan 18.800 abonnees en meer dan 682.000 views (11 april 2022).